# Jordan Beck
Jordan Alexander Beck (Hazel Green, Alabama, 19 de abril de 2001), más conocido como Jordan Beck, es un jugador profesional estadounidense de béisbol que se desempeña en la posición de jardinero izquierdo en Colorado Rockies, equipo de las Grandes Ligas de Béisbol (MLB).

## Carrera
En 2024, Beck hizo su debut en la MLB con el equipo Colorado Rockies, donde lleva jugando una temporada.